# Сусень (Джурджу)
Сусень, Сусені (рум. Suseni) — село у повіті Джурджу в Румунії. Адміністративно підпорядковане місту Болінтін-Вале.
Село розташоване на відстані 31 км на захід від Бухареста, 65 км на північ від Джурджу, 134 км на південь від Брашова.

## Населення
За даними перепису населення 2002 року у селі проживали 633 особи. Усі жителі села рідною мовою назвали румунську.
Національний склад населення села:
| Національність | Кількість осіб | Відсоток |
| -------------- | -------------- | -------- |
| румуни         | 628            | 99,2%    |
| цигани         | 5              | 0,8%     |